# Thymuline

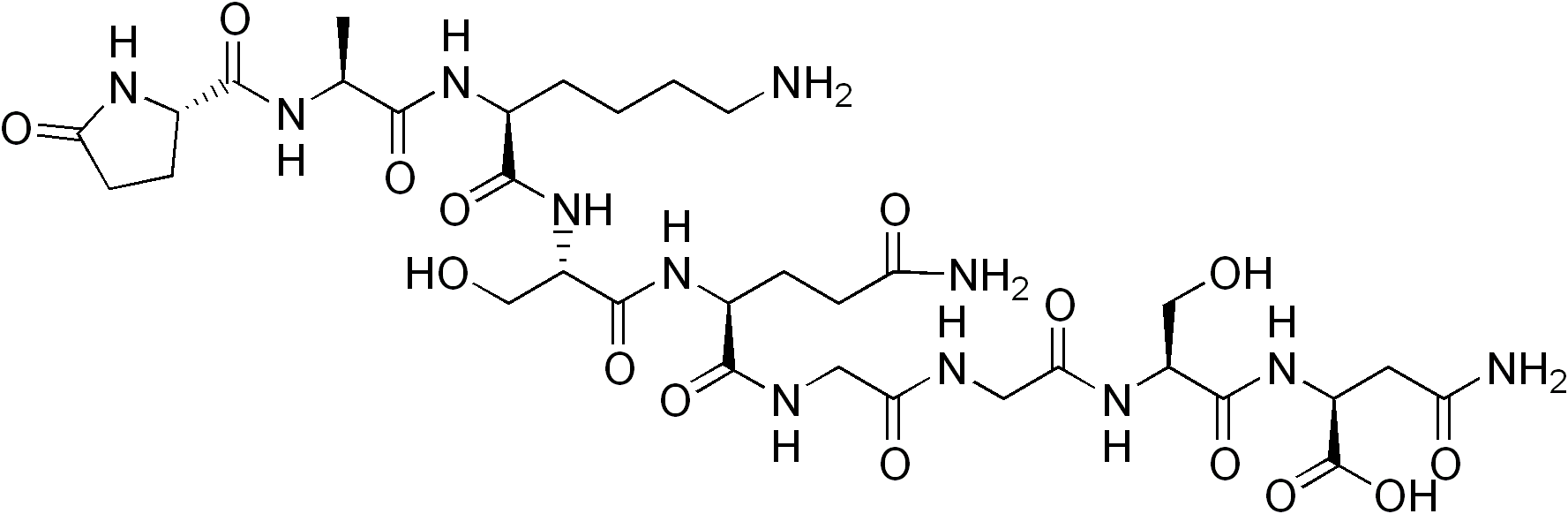
structure chimique de la thymuline

La thymuline est un peptide activant la division des lymphocytes T cytotoxiques. Elle est sécrétée par le thymus.